# Frank Keaney
Frank W. Keaney, (Boston, Massachusetts, 5 de junio de 1886 - Wakefield, Rhode Island, 10 de octubre de 1967) fue un entrenador de baloncesto estadounidense que estuvo en activo durante 28 entrenado en la Universidad Rhode Island.

## Trayectoria
- Universidad de Rhode Island (1920-1948)